# Hefaidd Hen
Hefaidd Hen („Hefaidd der Alte“), auch Hefydd, Hefeydd oder Heveidd Hen, ist eine Sagenfigur oder Anderswelt-Gottheit aus der walisischen Mythologie.

## Mythologie
Über Hefaidd Hen ist nur sehr wenig aus dem Mabinogion bekannt. In Pwyll Pendefig Dyfed („Pwyll, Fürst von Dyfed“) wird Hefaidd Hen als Vater Rhiannons genannt. Er verspricht seine Tochter zuerst Gwawl, den sie jedoch ablehnt. Auf ihren Wunsch muss er Pwyll als Schwiegersohn akzeptieren. Als bei der Verlobungsfeier Gwawl erneut Rhiannon fordert und dabei Pwyll überlistet, soll nach einem Jahr die Verbindung zwischen Gwawl und Rhiannon begangen werden. Aber diesmal wird Gwawl übertölpelt und in einen Sack eingeschlossen. Gwawl bittet, ihn nicht so schändlich sterben zu lassen und auch Hefaidd Hen bittet für sein Leben und erreicht, dass ihn Pwyll gegen die Stellung von Geiseln freilässt.
„Herr“, sprach Hefydd der Alte, „er spricht die Wahrheit. Recht ist, dass du auf ihn hörst. Das ist kein würdiges Ende für ihn.“